# Závazkové právo
Závazkové právo nebo také obligační právo je součást soukromého práva a tvoří ho souhrn právních norem, které upravují závazky (obligace). Tyto závazky jsou jako právní vztahy povahy relativní, když jde vždy o vztahy mezi dvěma či více konkrétními subjekty (na jedné straně věřitel, na druhé dlužník), a práva a povinnosti vyplývající z takového závazkového právního vztahu platí jen mezi těmito subjekty (inter partes). Tím se závazkové právo podstatně liší od práv věcných, která působí proti všem (erga omnes). Liší se ale významně i od práva dědického, protože to upravuje přechod majetku pro případ smrti (mortis causa), zatímco závazkové právo reguluje vztahy mezi živými (inter vivos).

## Druhy závazků
Závazkové právo je možné rozlišovat podle typů závazků, které se tradičně dělí na:
- závazky ze smluv (obligationes ex contractu)
- závazky z deliktů (obligationes ex delicto) – odpovědnost za újmu
- závazky z jiných právních důvodů (obligationes ex variis causarum figuris):
  - kvazikontrakty – nepřikázané jednatelství, veřejná soutěž, veřejný příslib
  - kvazidelikty – objektivní odpovědnost za újmu (chybí zavinění), bezdůvodné obohacení

## Prameny závazkového práva v českém právu
Základním pramenem upravujícím závazkové právo je občanský zákoník z roku 2012. Právo závazkové tvoří jeho část čtvrtou Relativní majetková práva rozdělenou do čtyř hlav dle druhu závazků:
1. Všeobecná ustanovení o závazcích – §§ 1721–2054
2. Závazky z právních jednání – §§ 2055–2893
3. Závazky z deliktů – §§ 2894–2990
4. Závazky z jiných právních důvodů – §§ 2991–3014